# دفنة متجمعة
دفنة متجمعة (الاسم العلمي:Daphne glomerata) هي نوع من النباتات تتبع جنس الدفنة من الفصيلة المثنانية.